# Rio Nesto
O rio Nesto (em grego, Νέστος, transl. Nestos) ou Mesta (em búlgaro: Места) é um rio que passa pela Bulgária e Grécia. Nasce nas montanhas de Rila, ao sudoeste da Bulgária, e deságua no golfo de Tessalónica, no mar Egeu, perto da ilha de Tasos. Tem 230 km de comprimento, dos quais 126 km são na Bulgária e os restantes na Grécia. A bacia tem 5749 km², dos quais 3437 km² pertencem à Bulgária e 2312 km² à Grécia. Forma gargantas e desfiladeiros em Rila e em Pirin. O seu principal afluente é o rio Dospat. 
O rio forma uma fronteira natural entre a Macedônia Central grega e a Macedônia Oriental e Trácia, assim como entre os municípios de Xanti e Cavala. As suas margens estão cobertas principalmente por árvores de folha caduca. Além disso, o Rio Nesto é conhecido por suas águas claras e pela vida selvagem que abriga, incluindo várias espécies de peixes e aves. A área ao redor do rio é um destino popular para atividades ao ar livre, como caminhadas e observação de pássaros.

## História
O rio Nesto era um rio importante da Trácia. Heródoto conta que nas suas margens abundavam leões e auroques. Perto da sua foz foi fundada a cidade de Abdera.